# 愛丁頓 (電影)
《愛丁頓》（英語：Eddington）是一部2025年美國新黑色西部喜劇片，由艾瑞·艾斯特編劇兼執導，主演陣容包括瓦昆·菲尼克斯、佩德羅·帕斯卡、盧克·格里姆斯、迪爾德麗·奧康奈爾、米歇兒·沃德、奧斯汀·巴特勒與艾瑪·史東。電影講述新墨西哥州一座虛構小鎮的治安官和市長之間爆發了前所未有的衝突。
《愛丁頓》入選第78屆坎城影展正式競賽單元並角逐金棕櫚獎，2025年7月18日在美國正式上映。

## 剧情
2020年5月下旬，为应对2019冠状病毒病疫情，新墨西哥州艾丁顿镇镇长泰德·加西亚依据州长命令，推行封锁及强制口罩令。当地警长乔·克罗斯对此表示反对，主张该命令侵犯了个人选择自由。乔与其情绪不稳定的妻子路易丝及信奉阴谋论的岳母道恩同住。
在与泰德发生数次冲突后，乔决定参选镇长，挑战其竞选连任。泰德的竞选纲领侧重于科技发展，计划引进一座数据中心。乔的决定遭到性格孤僻的路易丝反对。乔招募了警官盖伊和迈克尔作为其竞选助手。与此同时，路易丝与道恩邀请激进派邪教领袖弗农·杰斐逊·皮克共进晚餐，席间在讨论关于恋童癖和儿童贩卖的阴谋论时，路易丝暗示自己曾遭父亲虐待。另一方面，泰德的儿子埃里克与朋友布莱恩及具有社会正义感的莎拉一同参与“黑人的命也是命”抗议活动。莎拉试图说服迈克尔加入他们的事业但未成功。为在选举中取得优势，乔在一场竞选活动中谎称泰德曾性侵路易丝。路易丝随即在一段网络影片中否认该指控，并与弗农一同离开小镇。
次日，泰德就性侵指控与乔对质，并在竞选募款活动的宾客面前掌掴乔。当晚，乔射杀一名流浪汉并将其尸体弃于附近的河流。随后，他使用狙击步枪在泰德家中将其与埃里克射杀，并将现场布置成极左翼组织“安提法”所为的假象。与此同时，一架载有重武装极端分子的私人飞机正飞往艾丁顿。由于乔的狙击地点位于普韦布洛部落的土地，该部落的警官巴特芙莱·吉梅内斯介入调查。为转移调查焦点，乔将罪行嫁祸于迈克尔，但巴特芙莱发现的线索皆指向乔。
艾丁顿镇遭到极端分子袭击，他们绑架了迈克尔并四处纵火。乔与盖伊在沙漠中找到迈克尔，迈克尔试图警告他们不要靠近，但他们在接近时引爆了一枚预设的炸弹，导致盖伊身亡，迈克尔重伤。乔返回镇上，发现自己成为极端分子的攻击目标。在沙漠和家中成功躲避追杀后，他闯入一家枪店获取武器。在交火中，他胡乱开火，意外射断了巴特芙莱的一条腿，随后武装分子对他发动了致命攻击。乔最终被逼入绝境并被一名极端分子刺中头部，但在危急时刻，布莱恩用手机录下现场画面，并开枪击毙了袭击者，救下乔。
一年后，布莱恩凭借其拍摄的营救影片成为一位知名的保守派网络意见领袖。乔当选为艾丁顿镇长，但因袭击而身体大部分瘫痪。道恩成为他的照护者，并利用其身份代表乔公开发言，以谋取私利。在参加完新建数据中心的开幕仪式后，乔与道恩在新闻中看到弗农和已怀孕的路易丝出现在一场政治集会上。同样在袭击中幸存的迈克尔已晋升为副警长，正在镇郊进行射击练习。

## 演員
- 瓦昆·菲尼克斯飾演喬·克羅斯（Joe Cross）
- 佩德羅·帕斯卡飾演泰德·賈西亞（Ted Garcia）
- 盧克·格里姆斯飾演蓋伊（Guy）
- 迪爾德麗·奧康奈爾（英语：Deirdre O'Connell (actress)）飾演黛恩（Dawn）
- 米歇兒·沃德（英语：Micheal Ward）飾演蜜雪兒（Michael）
- 奧斯汀·巴特勒飾演佛農·傑佛森·畢克（Vernon Jefferson Peak）
- 艾瑪·史東飾演露易絲·克羅斯（Louise Cross）
- 艾蜜莉·霍菲爾（Amélie Hoeferle）飾演莎拉（Sarah）
- 小克利夫頓·柯林斯飾演洛奇（Lodge）
- 威廉·貝洛（William Belleau）飾演蝴蝶·希門尼斯警官（Officer Butterfly Jimenez）
- 麥特·高梅茲·伊達卡（Matt Gomez Hidaka）飾演艾瑞克·賈西亞（Eric Garcia）
- 卡麥隆·曼恩（Cameron Mann）飾演布萊恩（Brian）
- 藍道爾·古爾斯比（Landall Goolsby）飾演威爾（Will）
- 愛麗絲·法蘭迦（Elise Falanga）飾演妮可萊特（Nicolette）
- 羅伯特·馬克·華勒斯（Robert Mark Wallace）飾演華倫（Warren）

## 製作
艾瑞·艾斯特為一部現代西部片編寫了劇本，他曾一度考慮將其作為自己的導演處女作。他聲稱自己嘗試了大約五年才決定先拍《宿怨》（2018年）和《仲夏魘》（2019年）。艾斯特在宣傳他的第三部電影《寶可噩夢》時，他表示下一部電影可能是一部西部片。2023年1月，艾瑪·史東和克里斯托福·阿波特參演，而艾斯特也計劃於該片與瓦昆·菲尼克斯再度合作。2023年8月，艾斯特和菲尼克斯正在尋找新墨西哥州的拍攝地點。2024年3月，佩德羅·帕斯卡、奧斯汀·巴特勒、盧克·格里姆斯、迪爾德麗·奧康奈爾、米歇兒·沃德、小克利夫頓·柯林斯參演，而菲尼克斯確認出演。

### 拍攝
該片2024年3月11日在新墨西哥州展開主體拍攝，預計5月17日殺青。

## 發行
《愛丁頓》2025年5月16日在第78屆坎城影展首映。2025年6月12日也在雪梨影展上展映；2025年7月5日登上珀斯啟示錄國際影展放映。2025年7月16日，電影作為開幕片登上了第29屆加拿大奇幻國際影展。
《愛丁頓》2025年7月18日在美國上映。

## 外部連結
- 互联网电影数据库（IMDb）上《愛丁頓》的资料（英文）